# Leichtathletik-Weltmeisterschaften 2011/Teilnehmer (Ägypten)
| Gelbes Symbol für Goldmedaillen mit stilisierten Olympischen Ringen | Graues Symbol für Silbermedaillen mit stilisierten Olympischen Ringen | Braundes Symbol für Bronzemedaillen mit stilisierten Olympischen Ringen |
| ------------------------------------------------------------------- | --------------------------------------------------------------------- | ----------------------------------------------------------------------- |
| —                                                                   | —                                                                     | —                                                                       |

Der ägyptische Leichtathletik-Verband stellte bei den Leichtathletik-Weltmeisterschaften 2011 im koreanischen Daegu fünf Teilnehmer.

## Ergebnisse

### Männer

#### Laufdisziplinen
| Athlet                    | Disziplin | Vorlauf    | Vorlauf | Halbfinale | Halbfinale | Finale        | Finale        |
| Athlet                    | Disziplin | Zeit       | Platz   | Zeit       | Platz      | Zeit          | Platz         |
| ------------------------- | --------- | ---------- | ------- | ---------- | ---------- | ------------- | ------------- |
| Amr Ibrahim Mostafa Seoud | 200 m     | 20,44 s SB | 3       | 21,15 s    | 18         | ausgeschieden | ausgeschieden |

#### Sprung/Wurf
| Athlet                    | Disziplin  | Qualifikation | Qualifikation | Finale        | Finale        |
| Athlet                    | Disziplin  | Weite/Höhe    | Platz         | Weite/Höhe    | Platz         |
| ------------------------- | ---------- | ------------- | ------------- | ------------- | ------------- |
| Mohamed Fathalla Difallah | Weitsprung | NMW           | NMW           | ausgeschieden | ausgeschieden |
| Mostafa el-Gamel          | Hammerwurf | 68,38 m       | 30            | ausgeschieden | ausgeschieden |
| Ihab Abdelrahman          | Speerwurf  | 71,99 m SB    | 35            | ausgeschieden | ausgeschieden |

### Frauen

#### Sprung/Wurf
| Athletin            | Disziplin  | Qualifikation | Qualifikation | Finale        | Finale        |
| Athletin            | Disziplin  | Weite/Höhe    | Platz         | Weite/Höhe    | Platz         |
| ------------------- | ---------- | ------------- | ------------- | ------------- | ------------- |
| Inas Mohamed Gherib | Weitsprung | 5,48 m SB     | 34            | ausgeschieden | ausgeschieden |